# Campeonato Peruano de Fútbol de 1953
El Campeonato Peruano de Fútbol de 1953, denominado como «XXXVII Campeonato Profesional», fue la edición número 37 de la Primera División del Perú y tuvo diez equipos participantes. El campeón nacional fue el Mariscal Sucre.
Mariscal Sucre consiguió su segundo y último título de la Primera División de Perú. Lo hizo tras haber estado en la cola del certamen al final de la primera rueda, en una tremenda remontada que no pudo celebrarse en cancha: los dinamiteros se enteraron de su título por radio.

## Sistema de competición
Los diez equipos participantes disputan el campeonato bajo un sistema de liga típico. Vale decir, a dos ruedas en partidos de ida y vuelta, luego de las cuales el equipo que lograra mayor puntaje se coronaría campeón y el equipo que obtuviese menos puntos descendería automáticamente a Segunda División. 
Se otorgaban 2 puntos por partidos ganados, 1 punto por partidos empatados y 0 puntos por partidos perdidos.

## Ascensos y descensos
| Posición | Ascendido de Segunda División 1952 |
| -------- | ---------------------------------- |
| 1º       | Unión Callao                       |

| Posición | Descendido de Primera División 1952 |
| -------- | ----------------------------------- |
| 10º      | Association Chorrillos              |

## Equipos participantes
| Club                      | Ciudad | Entrenador           |
| ------------------------- | ------ | -------------------- |
| Alianza Lima              | Lima   | Adelfo Magallanes    |
| Atlético Chalaco          | Callao | Francisco Villegas   |
| Centro Iqueño             | Lima   | Roberto Scarone      |
| Ciclista Lima             | Lima   | Ángel Fernández Roca |
| Deportivo Municipal       | Lima   | Arturo Fernández     |
| Mariscal Sucre            | Lima   | Carlos Iturrizaga    |
| Sport Boys                | Callao | Jorge Alcalde        |
| Sporting Tabaco           | Lima   | Giuseppe Ottina      |
| Unión Callao              | Callao | Segundo Castillo     |
| Universitario de Deportes | Lima   | José Cuesta Silva    |

## Tabla de posiciones
| P  | Equipo              | PJ | PG | PE | PP | GF | GC | DG  | Pts. |
| -- | ------------------- | -- | -- | -- | -- | -- | -- | --- | ---- |
| 1  | Mariscal Sucre      | 18 | 8  | 5  | 5  | 27 | 23 | +4  | 21   |
| 2  | Alianza Lima        | 18 | 8  | 4  | 6  | 44 | 29 | +15 | 20   |
| 3  | Sporting Tabaco     | 18 | 7  | 6  | 5  | 40 | 34 | +6  | 20   |
| 4  | Centro Iqueño       | 18 | 7  | 6  | 5  | 26 | 27 | -1  | 20   |
| 5  | Atlético Chalaco    | 18 | 7  | 5  | 6  | 42 | 33 | +9  | 19   |
| 6  | Universitario       | 18 | 7  | 5  | 6  | 38 | 36 | +2  | 19   |
| 7  | Sport Boys          | 18 | 8  | 2  | 8  | 26 | 31 | -5  | 18   |
| 8  | Deportivo Municipal | 18 | 5  | 6  | 7  | 32 | 34 | -2  | 16   |
| 9  | Ciclista Lima       | 18 | 4  | 6  | 8  | 24 | 37 | -13 | 14   |
| 10 | Unión Callao        | 18 | 4  | 5  | 9  | 27 | 42 | -15 | 13   |

PJ = Partidos jugados; PG = Partidos ganados; PE = Partidos empatados; PP = Partidos perdidos; GF = Goles a favor ; GC = Goles en contra; DG = Diferencia de goles; Pts = Puntos
|  | Campeón de la Temporada 1953       |
|  | Descendido a Segunda División 1954 |

|                            |
| Campeón                    |
| Mariscal Sucre 2.do título |

## Goleadores
| Jugador          | Equipo                    | Goles |
| ---------------- | ------------------------- | ----- |
| Gualberto Bianco | Atlético Chalaco          | 17    |
| Eugenio Zapata   | Sporting Tabaco           | 16    |
| José Abán        | Mariscal Sucre            | 15    |
| Manuel Rivera    | Deportivo Municipal       | 14    |
| Armando Reyes    | Ciclista Lima             | 14    |
| Atilio López     | Atlético Chalaco          | 13    |
| Juan Bazza       | Mariscal Sucre            | 13    |
| Dante Rovai      | Universitario de Deportes | 12    |